# Казимир Чорторийський
Казимир Чорторийський (4 березня 1674 — 31 серпня 1741) — князь з роду Чорторийських, урядник Великого князівства Литовського та Речі Посполитої.
Підскарбій великий литовський (1707—1709), підканцлер литовський (1712—1724), віленський каштелян (1724—1741), кременецький староста.

## Життєпис
Син князя Михайла Юрія Чорторийського. 1724 року князь продав «зимненські маєтності» разом із Кропивщиною польському шляхтичу — волинському каштеляну та володимирському старості Міхалові Геронімові Чацькому. Нащадки М. Г. Чацького володіли маєтком у Зимному принаймні до кінця ХІХ ст.
У 1696—1697 роках під час «безкоролів'я» підтримував кандидатуру французького принца Франсуа Луї де Конте на польський королівський престол.
1699 року посів уряд великого литовського підчашого. 1706 року перейшов на бік Станіслава Лещинського, від якого 1707 року отримав посаду великого литовського підскарбія. 1709 року після поразки Станіслава Лещинського і повернення до Августа II Казимир Чорторийський позбувся посади великого литовського підскарбія, але йому повернули уряд великого литовського підчашого.
У 1712—1724 роках — великий литовський підканцлер, 1724 року призначений віленським каштеляном.
У 1730 році нагороджений Орденом Білого Орла.

### Діти
- Михайло Фридерик (1696—1775) — великий литовський підстолій (1720—1722), віленський каштелян (1722—1724), литовський підканцлер (1724—1752), великий литовський канцлер (1752—1775),
- Август Олександр (1697—1782) — руський воєвода (1732—1781), генеральний староста Подільської землі (1750—1758),
- Констанція Чорторийська (1700—1759), дружина краківського каштеляна Станіслава Понятовського та мати останнього польського короля Станіслава Авґуста Понятовського,
- Людвіка Ельжбета (1703—1745)
- Теодор Казимир (1704—1768) — латинський єпископ плоцький, познанський[9].